# Affinité (biochimie)
En biochimie, l'affinité décrit la force d'une interaction non covalente entre une macromolécule biologique, acide nucléique ou protéines, et un ligand qui se fixe sur un site à sa surface. 
Cette affinité repose sur la nature, la géométrie et le nombre des interactions physicochimiques entre le ligand et sa cible (interaction électrostatique, liaisons hydrogène, interaction de van der Waals, etc.). 
On emploie aussi le terme d'affinité pour qualifier la fixation d'ions métalliques par des composés chélatants.

## Mesure du degré d'affinité
Elle se mesure quantitativement par le biais de la constante d'équilibre association/dissociation, appelée parfois constante d'affinité. 